# Stanisław Grzybowski (naukowiec)
Stanisław Grzybowski (ur. 10 maja 1922 w Łomży, zm. 13 sierpnia 1993 w Warszawie) – polski ekonomista.

## Biografia
Urodził się 10 maja 1922 r. w Łomży. Brał udział w kampanii wrześniowej, następnie w działalności konspiracyjnej (Szkoła Podchorążych Armii Krajowej). Losy wojenne opisał w książce „Nadzieja z tamtych lat: dzieje AK na ziemi wyszkowskiej”.
W 1952 r. uzyskał tytuł zawodowy mgr inż. po studiach na Wydziale Planowania Przemysłu w Akademii Handlowej w Krakowie.
Początkowo pracował w firmie Tamel w Tarnowie. Potem przeniósł się do Warszawy. Do roku 1979 pracował równolegle w Instytucie Organizacji Przemysłu Maszynowego „ORGMASZ” oraz w Instytucie Organizacji Zarządzania na Wydziale Mechanicznym Technologicznym Politechniki Warszawskiej, następnie do roku 1985 w Instytucie Organizacji i Zarządzania Politechniki Lubelskiej jako kierownik Zespołu Modelowania Procesów Produkcyjnych, po czym powrócił do pracy w „ORGMASZ”.
Na emeryturze działał w strukturach kombatantów AK ziemi wyszkowskiej. 6 grudnia 1990 roku Rada Miasta i Gminy w Wyszkowie nadała mu honorowe obywatelstwo Wyszkowa w uznaniu zasług dla tego miasta. Wniosek z prośbą o nadanie honorowego obywatelstwa złożył Światowy Związek Żołnierzy Armii Krajowej – Obwód „Rajski Ptak” – Koło w Wyszkowie nad Bugiem.
Zmarł w Warszawie 13 sierpnia 1993 r., jest pochowany na Cmentarzu Bródnowskim.

## Działalność akademicka
- promotor 1 doktora i recenzent 4 rozpraw doktorskich
- kierownik Zespołu Modelowania Procesów Produkcyjnych w Instytucie Organizacji i Zarządzania Politechniki Lubelskiej (1979-1985)

## Członkostwa
Światowy Związek Żołnierzy Armii Krajowej

## Nagrody, wyróżnienia, odznaczenia
- Krzyż Armii Krajowej
- honorowe obywatelstwo miasta Wyszkowa
- nagroda Ministra Nauki i Szkolnictwa Wyższego
- nagroda Rektora Politechniki Lubelskiej

## Wybrane publikacje
- Grzybowski S., Metoda węzłowa szeregowania procesów produkcyjnych, Wydawnictwo Instytutu Organizacji Przemysłu Maszynowego „ORGMASZ”, Warszawa 1992.
- Grzybowski S., Modelowanie przebiegu cząstkowych procesów produkcyjnych metodą węzłową bez uwzględniania kolejności, Wydawnictwo Politechniki Lubelskiej, Lublin 1986.
- Grzybowski S., Metody optymalizacyjne w projektowaniu organizacji procesu produkcyjnego, „Przegląd Organizacji”, nr 4, 1974.
- Grzybowski S., Nadzieja z tamtych lat: dzieje AK na ziemi wyszkowskiej, Wydawnictwo Novum, Warszawa 1990